# Jernej Godec
Jernej Godec (Lubiana, 16 gennaio 1986) è un nuotatore sloveno, specializzato nello stile libero e nella farfalla.

## Biografia
Si affermò agli europei giovanili di Glasgow 2003, vincendo il bronzo nei 100 metri stile libero.
Ha rappresentato la Slovenia ai Giochi olimpici estivi di Atene 2004, dove giunse quattordicesimo nella staffetta 4x100 metri misti maschile, con i connazionali Blaz Medvesek, Emil Tahirovič, Peter Mankoč.
Ai Giochi del Mediterraneo di Almería 2005 vinse il bronzo nei 50 metri stile libero, piazzandosi alle spalle dell'algerino Salim Iles e dello spagnolo Eduard Lorente.
Riuscì a qualificarsi ai Giochi olimpici e di Pechino 2008 e si classificò diciottesimo nei 50 metri stile libero, rimanendo fuori dalla semifinale per 4 centesimi.
Ai Giochi del Mediterraneo di Pescara 2009 venne eliminato in batteria nei 50 metri stile libero.

## Palmarès
- Giochi del Mediterraneo

Almería 2005: bronzo nei 50m sl.
- Universiadi

Belgrado 2009: oro nei 50m farfalla.
- Europei giovanili

Glasgow 2003: bronzo nei 100m sl.